# Bamberg, Staatsbibliothek, Msc.Can.12
Die Handschrift Bamberg, Staatsbibliothek, Msc.Can.12 ist ein Kodex, der verschiedene Kapitularien und andere Rechtstexte des Frühmittelalters enthält. Die Handschrift wurde im 10. Jahrhundert geschrieben und vielleicht von Heinrich II. nach Bamberg gebracht, wo sie bis zur Säkularisation Teil der dortigen Dombibliothek war. Heute wird sie als Teil der Kaiser-Heinrich-Bibliothek in der Staatsbibliothek Bamberg verwahrt.

## Beschreibung

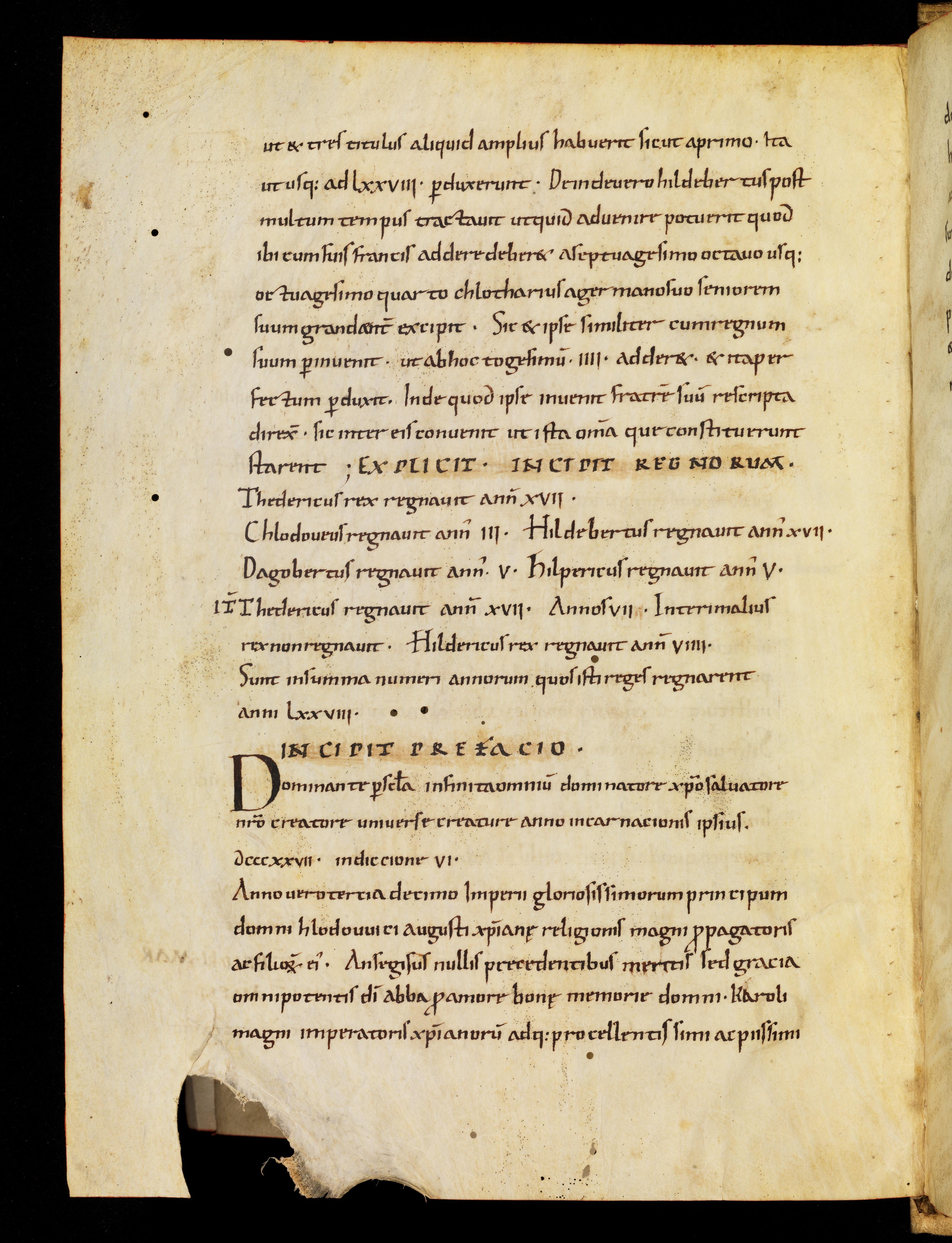
Bamberg, Staatsbibliothek, Msc.Can.12, fol. 2v: Beginn der Kapitulariensammlung des Ansegis.

Der Kodex misst ca. 27 auf 21 cm und umfasst 78 Blatt Pergament, die meist mit je 26 langen Zeilen beschrieben sind. Der Einband stammt von 1611.
Die Schrift ist eine karolingische Minuskel des 10. Jahrhunderts; für die Rubriken wird teilweise Capitalis rustica verwendet. Die rote oder braune Schrift der Überschriften wurde mit (heute meist braun-gelb bis orange erscheinender) Farbe übermalt. Abgesehen von recht schlichten Initialen ist die Handschrift ansonsten schmucklos.

## Herkunft
Die Lokalisierung der Handschrift ist unklar (vielleicht Frankreich?), ihre Datierung umstritten: vorgeschlagen werden das erste Viertel (Mordek), das erste oder zweite Drittel (Hoffmann) oder die erste Hälfte des 10. Jahrhunderts (Bischoff).
Der Kodex könnte zu den Handschriften gehören, die in Piacenza für Otto III. bereitlagen, dann aber an Heinrich II. gingen, der einige davon nach Bamberg gab.

## Inhalt
Enthält verschiedene bischöfliche und königliche Kapitularien (u. a. die Kapitulariensammlung des Ansegis, das Capitulare Aquisgranense, die Capitula synodica des Hinkmar von Reims), die Begleittexte zur Lex salica und andere Rechtstexte.

### Digitalisat
Das am 19. Mai 2011 von der Staatsbibliothek Bamberg erstellte Digitalisat ist mit teilweise unterschiedlichen Metadaten an verschiedenen Stellen verfügbar:
- urn:nbn:de:bvb:22-msc.can.12-8 = Digitalisat mit Zitierlinks und Forschungsdokumentation
- Digitalisat der Handschrift mit seitengenauen Zitierlinks und Download-Möglichkeit, ohne Forschungsdokumentation.
- Digitalisat der Handschrift ohne Zitierlinks und Download-Möglichkeit.
- Digitalisat ohne Download-Möglichkeit und ohne Forschungsdokumentation

### Handschriftenbeschreibungen
- MGH. Capit. episc. 2, 26 und 4, 85 (Digitalisat).
- Forschungsdokumentation (Bibliographie einschlägiger wissenschaftlicher Publikationen zur Handschrift mit seitengenauen Angaben, wo es um Msc.Can.12 geht).
- Bamberg, Staatsbibliothek, Can. 12, In: Capitularia. Edition of the Frankish Capitularies, hrsg. von Karl Ubl und Mitarbeitern (Beschreibung und Transkription).